# Tito Vínio
Tito Vínio (em latim: Titus Vinius; 12–69 (57 anos)) foi um senador e general romano eleito cônsul em 69 com o imperador Galba, de quem era um dos principais aliados.

## Primeiros anos
Plutarco conta diversas histórias sobre os primeiros anos de Vínio, todas detrimentais. Segundo ele, quando Vínio era jovem e estava servindo como legado militar na Panônia, por volta de 39, ele trouxe a mulher do governador Caio Calvísio Sabino até o acampamento à noite disfarçada de soldado e manteve relações sexuais com ela nos aposentos do general. Ele foi preso por isto por Calígula, mas acabou solto quando ele foi assassinado.
Mais tarde, segundo Plutarco e Tácito, num jantar para o qual havia sido convidado pelo imperador Cláudio, Vínio roubou um cálice de ouro. Cláudio soube do fato e o convidou para jantar novamente na noite seguinte. Quando Vínio chegou, Cláudio fez com que seus servos colocassem à sua frente apenas talheres e pratos de terracota ao invés de prata, o que o deixou constrangido. Ainda assim, Tácito, que em outra parte de seu relato o chama de "o mais inútil dos homens", afirma que ele foi governador da Gália Narbonense e governou a província dentro de uma estrita integridade.

## Cônsul
Vínio era comandante de uma das legiões na Hispânia Tarraconense quando Galba era governador da província. Quando ele foi proclamado imperador em 68, depois da morte de Nero, Vínio o acompanhou até Roma e foi escolhido como seu colega de consulado para o ano seguinte. Vínio rapidamente passou a exercer enorme influência e, segundo os relatos, ele, Cornélio Laco, o prefeito da Guarda Pretoriana, e o liberto Icelo Marciano virtualmente controlavam o imperador e ganharam o apelido de "os três pedagogos". Segundo Suetônio e Plutarco, Vínio era excepcionalmente ganancioso e estava disposto a fazer qualquer coisa em troca de um suborno. Ele protegeu Tigelino, acusado de ter corrompido Nero depois da Conspiração Pisoniana, em troca de uma grande soma em dinheiro.

## Apoio a Otão e morte
No começo de 69, Galba precisava escolher um herdeiro. Vínio apoiou Otão depois de ter firmado com ele um acordo pelo qual ele se casaria com sua filha e conseguiu que Vitélio fosse nomeado governador da Germânia Inferior. Quando Vínio e Galba iniciaram seu consulado, o imperador inesperadamente escolheu Lúcio Calpúrnio Pisão Liciniano como filho adotivo e herdeiro aparente, o que provocou um conflito entre os dois. Em 15 de janeiro, Otão, furioso, convenceu a Guarda Pretoriana a proclamá-lo imperador em revolta aberta contra Galba. Dado o tumulto nas ruas de Roma, Vínio aconselhou Galba a permanecer monte Palatino e a armar seus escravos para que pudessem defendê-lo. Laco e Icelo, porém, o aconselharam a sair para a rua e mostrar seu rosto ao povo. Galba seguiu o conselho dos dois e foi assassinado pelos pretorianos. Vínio tentou fugir gritando que Otão não havia ordenado a sua morte, mas foi trespassado por uma lança e morreu.